# Corrupción en Afganistán
La corrupción en Afganistán es un problema generalizado y creciente en la sociedad afgana. El Índice de Percepción de la Corrupción 2017 de Transparency International sitúa al país en el puesto 177 entre 180 países.
«En las encuestas de opinión de los afganos», señaló la Fundación Asia en un informe de 2012, «la corrupción se señala sistemáticamente como un problema».
Uno de los principales casos recientes de corrupción política fue el escándalo financiero del Banco de Kabul en 2010-2013, que involucró a Mahmood Karzai y a otras personas cercanas al Presidente Hamid Karzai. El escándalo, la crisis, la investigación y el juicio del Banco de Kabul involucraron a Sherkhan Farnood, Khalilullah Fruzi, Mohammed Fahim y otros informantes que supuestamente estaban gastando los 1.000 millones de dólares del banco en su lujoso estilo de vida personal, además de prestar dinero bajo la mesa a familiares, amigos y personas cercanas al presidente Hamid Karzai y Mahmood Karzai. En octubre de 2012, el gobierno únicamente recuperó 180 millones de dólares de los 980 millones de dólares de los préstamos fraudulentos.
Una encuesta de la ONU enumeró la corrupción y la inseguridad como los dos temas de mayor preocupación para los afganos a partir de 2012. El New York Times ha escrito que en Afganistán, «la corrupción ya no puede ser descrita como un cáncer en el sistema»: La Agencia de Estados Unidos para el Desarrollo Internacional (USAID) declaró en 2009 que la corrupción en Afganistán «se había vuelto generalizada, arraigada, sistémica y, según todos los indicios, sin precedentes en escala y alcance»".
En una encuesta realizada en 2011 por la Fundación Asia, los afganos dijeron que la corrupción era su «tercer mayor problema (21%) después de la inseguridad (35%) y el desempleo (23%)». En 2010 y 2011, dijeron que la corrupción era su segunda razón más importante para sentirse pesimista sobre Afganistán (16% en 2011 y 27% en 2010). En 2011, identificaron la corrupción administrativa como el segundo fracaso más importante del gobierno (25%). Esto supuso una mejora respecto a 2010, cuando la cifra era del 30%.
Hoy en día, en Afganistán, la corrupción adopta la forma de exigir y ofrecer sobornos, tanto en el sector privado como en el público, a pequeña y gran escala. También hay muchas otras formas importantes de corrupción, incluyendo el nepotismo, corrupción política, y transferencias ilegales de tierras. El inspector general especial para la Reconstrucción Afgana (SIGAR) de los Estados Unidos, ha estimado que más de la mitad de los ingresos aduaneros anuales del país se pierden por corrupción política.
En un artículo de 2015, Parag R. Dharmavarapu señaló que, si bien el PIB de Afganistán se había quintuplicado desde 2002, la sociedad seguía estando plagada de corrupción. «Lo que es extremadamente desconcertante acerca de la corrupción en Afganistán», escribió Dharmavarapu, «no es simplemente el número o el valor de los sobornos que tienen lugar, sino la naturaleza endémica de la corrupción dentro del gobierno afgano». Rutinariamente, señaló Dharmavarapu, «los agentes de policía extorsionan a los comerciantes, imponen impuestos a los vehículos en los puestos de control de las carreteras e imponen multas a las personas que no pueden presentar documentos de identificación adecuados». Algunos agentes de policía «hacen la vista gorda o incluso se confabulan con delincuentes e insurgentes», mientras que los agentes de policía de medio y alto nivel «colaboran con delincuentes en el contrabando, el secuestro para pedir rescate y otras actividades ilegales, recaudando miles de dólares en el proceso». Los altos funcionarios de la policía «han desviado millones de dólares de donantes internacionales a sus propios bolsillos». Los tipos más comunes de corrupción en Afganistán, según Dharmavarapu, son:
- Soborno menor - Pedir pequeños regalos (baksheesh) a cambio de un trato especial o favores.
- Compra de puestos - Otorgar oportunidades en la policía, la judicatura o la administración pública basadas en sobornos y no en el mérito.
- Nepotismo/clientelismo - Otorgar puestos basados en redes de relaciones personales y de parentesco más que en el mérito.
- Ofrecer y pedir trato preferencial - Esto incluye dar sobornos para acelerar el procesamiento de documentos comerciales o el acceso a tierras de propiedad del gobierno.
- Gran corrupción - Corrupción que involucra a las élites políticas a gran escala.
- Corrupción de la policía nacional y de las fuerzas del orden.[7]

Según la Oficina Superior de Vigilancia y Lucha contra la Corrupción (HOOAC), la corrupción es generalizada en el norte del país, en particular en la provincia de Balj, que limita con el vecino Uzbekistán, un país con problemas de corrupción similares, una de las peores manifestaciones de la corrupción es el acaparamiento ilegal de tierras. Shamsullah Javed, jefe de HOOAC para la zona norte, en una entrevista exclusiva con Pajhwok Afghan News, explicó que «en Balj, hay tres tipos de invasión de tierras: Un departamento del gobierno se apodera de la propiedad de otro, las fuerzas de seguridad ocupan las tierras del gobierno y los individuos se apoderan ilegalmente de las tierras de la gente». Reveló que 52 de los 60 planes de vivienda en Balj fueron ejecutados ilegalmente. «Los funcionarios del gobierno, de arriba abajo, están involucrados en el flagelo... Algunas personas, cuyos intereses se ven perjudicados por las investigaciones de casos de corrupción, nos están creando problemas», dijo Javed.
La periodista de investigación Sibel Edmonds ha realizado esfuerzos como periodista y denunciante para crear conciencia sobre la corrupción en Afganistán y el despilfarro, el fraude y el abuso que involucra miles de millones de dólares del dinero de los contribuyentes estadounidenses que se pierden a causa de la corrupción y de funcionarios corruptos en Afganistán tras la intervención de Estados Unidos. «El gran desafío para el futuro de Afganistán no son los talibanes, ni los refugios pakistaníes, ni siquiera un Pakistán incipientemente hostil», dijo el general John R. Allen a una subcomisión de Relaciones Exteriores del Senado de Estados Unidos en 2014. «La amenaza existencial a la viabilidad a largo plazo del Afganistán moderno es la corrupción». Afirmó que la insurgencia, las redes de patrocinio criminal y los narcotraficantes habían formado «una alianza impía».

## Antecedentes
El Center for American Progress ha atribuido la corrupción en Afganistán a décadas de conflicto que han impedido la formación de instituciones estatales y grupos de la sociedad civil eficaces, a leyes y reglamentos mal aplicados, a organismos anticorrupción que a menudo se contradicen entre sí y carecen de recursos, y al hecho de que los soldados y la policía son a menudo analfabetos y los empleados públicos a menudo están mal pagados y mal formados. Décadas de guerra constante, además, permiten a los funcionarios públicos llenar sus cuentas privadas con fondos gubernamentales. Además, las tradiciones tribales y étnicas animan a la gente a utilizar sus posiciones para beneficiar a sus familiares. Las instituciones oficiales de Afganistán están plagadas de incompetencia, lo que obliga a la población rural a «depender de las redes de titulares de poder regionales y locales para mantener el orden y proporcionar servicios básicos».
Según el Banco Mundial, las tradiciones afganas de patrocinio han dado lugar a una constante alteración de los nombramientos por méritos en cargos públicos, personal presidencial, miembros del Parlamento, comandantes militares y cualquier cargo relacionado con la influencia política, todo lo cual ha dado lugar a una corrupción masiva, que se ha visto exacerbada por una ayuda exterior masiva y un comercio de estupefacientes tan grande que ha distorsionado la economía afgana.
Después de que Estados Unidos derrocó a los talibanes en 2001, la corrupción, que había sido común en el Afganistán pre-talibán, volvió a ser un rasgo importante de la vida afgana, extendiéndose a prácticamente a todas las ramas del gobierno e incluso a las localidades regionales. Una amplia red de élites políticas vinculadas al presidente Hamid Karzai se posicionó como intermediarios entre los funcionarios y donantes occidentales, por un lado, y los afganos de a pie, por otro, utilizando estas posiciones para desviar miles de millones de dólares en ayuda e inversión extranjera a sus cuentas privadas y a las de sus aliados. Esto dio lugar a varios escándalos de alto perfil, en particular la crisis del Banco de Kabul, en la que se reveló que la mayor institución financiera del país había estado operando como un esquema Ponzi en beneficio de la élite de pocos vinculados a Karzai.
Un informe de febrero de 2014 del Pentágono acusaba al gobierno de Estados Unidos de mantener a un gobierno envuelto en corrupción en Afganistán después de la invasión de 2001 a través de su apoyo a los señores de la guerra, su dependencia de los contratos de transporte privado y su suministro de miles de millones de dólares de ayuda. Inicialmente, Estados Unidos apoyó las redes de patrocinio existentes y dio a algunos señores de la guerra posiciones en el gobierno. Esta legitimación de los señores de la guerra les permitió comenzar a utilizar su poder oficial para malversar recursos públicos.
«La corrupción amenaza directamente la viabilidad y legitimidad del Estado afgano», dijo el informe del Pentágono, en el que se afirmaba que las fuerzas estadounidenses se encontraban inmersas en la corrupción de los caudillos de la región y en los chanchullos de protección. Según el informe, la nación carecía de recursos preexistentes para combatir la corrupción, debido en parte a la tardía información de inteligencia sobre la corrupción afgana, la falta de seguridad física y la falta de voluntad de la comunidad internacional para abordar los problemas que se planteaban. El informe afirmaba que después de la invasión de 2001, Estados Unidos había «empoderado» a los señores de la guerra al colocarlos en puestos gubernamentales, que podían explotar para apropiarse de los recursos del gobierno y formar redes de corrupción. Karzai dependía de estos señores de la guerra, que eran esenciales tanto para los negocios como para la política en Afganistán.
La Fundación Asia declaró en 2012 que la corrupción generalizada en Afganistán no está culturalmente arraigada en el pueblo afgano, señalando que el afgano medio considera que los niveles actuales de corrupción son mucho mayores que en décadas pasadas, y cree que la corrupción era peor bajo Hamid Karzai, quien fue presidente en funciones y luego presidente entre 2001 y 2010, que bajo los cinco regímenes anteriores. Una de las razones por las que a algunos afganos les gustaban y les siguen gustando los talibanes, a pesar de su violencia y brutalidad, era que prometía un alivio del injusto y la injusticia practicada por los señores de la guerra muyahidines. La Fundación Asia añadió que la raíz percibida de la corrupción en la nación había cambiado durante los últimos cinco años. Anteriormente, la mayoría de los afganos creían que la corrupción se debía a los bajos salarios de los funcionarios públicos, mientras que actualmente se atribuye a la falta de sanciones y a la falta de una aplicación de la ley competente.

## Actitudes ante la corrupción
Por un lado, los afganos critican la corrupción; por otro, aceptan cada vez más el clientelismo y el soborno como partes inevitables e incluso legítimas de la vida cotidiana. Un estudio de las Naciones Unidas reveló que en 2012, el 68% de los afganos consideraba aceptable que los funcionarios públicos aumentaran su salario cobrando sobornos a los usuarios de los servicios. Esto representó un aumento del 42% en 2009. Además, el 67% consideró aceptable que al menos algunos funcionarios públicos fueran contratados debido a los lazos familiares y las redes de amistad. (Esto aumentó del 42% en 2009.)
La encuesta de 2011 de la Fundación Asia «muestra que mientras que los afganos asocian la democracia con la libertad general, no la asocian con menos corrupción, más derechos, leyes y un gobierno más inclusivo». Por el contrario, consideran que la democracia y el libre mercado provocan el caos y un mayor riesgo para los afganos comunes, mientras que a los ya poderosos se les ofrecen oportunidades adicionales. El sentimiento de injusticia que resulta de la corrupción generalizada supuestamente refuerza el apoyo a los terroristas.

## Tipos de corrupción
Los afganos han identificado más de 70 tipos de corrupción que les afectan personalmente, «desde la administración pública y los organismos electos hasta el sector privado, la ayuda internacional y los talibanes». Los afganos identifican la corrupción principalmente con las instituciones gubernamentales, pero la han experimentado en muchos sectores.

### Soborno
En Afganistán se deben pagar sobornos para asegurar la mayoría de los servicios públicos. Un estudio de las Naciones Unidas muestra que la finalización de los servicios públicos depende casi exclusivamente del pago de sobornos y ha dado lugar a un grave obstáculo para el crecimiento económico. El soborno menor ha sido la principal causa de angustia entre los ciudadanos medios de Afganistán, aunque, por lo general, en los principales medios de comunicación únicamente se informa de los casos de corrupción de alto nivel.
Los fiscales, maestros, jueces y funcionarios de aduanas son los empleados públicos con más probabilidades de recibir sobornos. El soborno promedio a fiscales y jueces es de más de 300 dólares USA. Los sobornos a otros funcionarios son algo más bajos. En el 85% de los casos, los sobornos son solicitados directa o indirectamente por funcionarios públicos; en el 13% de los casos, son ofrecidos espontáneamente por ciudadanos. Algunos funcionarios solicitan sobornos a través de intermediarios. Según la ONU, el 50 por ciento de los afganos pagó sobornos en 2012; en algunas partes del país, la cifra llegó al 70 por ciento. La mitad de los afganos habían sobornado a maestros, y un número similar pagaba sobornos a funcionarios de aduanas, jueces y fiscales. Un número algo menor había sobornado a funcionarios del registro de la propiedad y a funcionarios provinciales. El soborno de jueces disminuyó significativamente entre 2009 y 2012. El porcentaje de personas que pagan sobornos a los docentes aumentó del 16% en 2009 al 51% en 2012.  Los médicos, enfermeras y paramédicos representan entre el 15 y el 20% de los sobornos.
En 2013, el 43% de los afganos consideraba que los funcionarios y burócratas eran corruptos, mientras que el 58% dijo que había pagado un soborno a los Servicios de Registro y Permisos, el 44% a los Ingresos Tributarios y el 40% a los Servicios de Tierras. En 2012, la mitad de los afganos sobornaron a funcionarios de aduanas. El soborno de funcionarios de aduanas y de impuestos e ingresos aumentó entre 2009 y 2012. En el 52% de los hogares afganos, al menos un miembro ha solicitado un empleo en el sector público, y el 45% ha pagado sobornos para ayudar a asegurar los puestos de trabajo.
Mientras que casi el 30% de los afganos pagaron sobornos para obtener servicios del sector privado en 2012, el 50% lo hizo para obtener servicios del sector público. El soborno en el sector público es más frecuente en el oeste y el noreste de Afganistán y menos en las regiones del sur y el centro.
Con mucho, el motivo más común para el soborno es el deseo de facilitar o acelerar la prestación de un servicio público (59,4%). Otros motivos incluyen el deseo de reducir el coste de un procedimiento (10,6%), evitar pagar una multa (13,3%) y recibir un mejor tratamiento (6,7%). La mayoría de los casos, según un informe de la ONU de 2012, incluyen sobornos para obtener mejores o más rápidos servicios, mientras que otros se realizan para influir en casos judiciales y decisiones legales, socavando así el estado de derecho. Se informó de que el 24% de los sobornos ofrecidos a la policía tenían el propósito expreso de liberar a los sospechosos encarcelados o de evitar el encarcelamiento por completo.
Según un informe de la ONU, el soborno administrativo es la mayor dificultad económica para los ciudadanos afganos regulares y sus familias.

### Sistema educativo
La principal forma de corrupción en el sector de la educación es la que afecta a los denominados «maestros fantasma que no se presentan a la escuela» y a los maestros inscritos por partida doble. Cualquier cosa que implique papeleo en el sistema educativo requiere pequeños sobornos.
Un informe del SIGAR indicó que altos funcionarios del Ministerio de Educación habían falsificado intencionadamente datos sobre el número de escuelas y maestros en el país para sobrefacturar a los proveedores de ayuda internacional. Como resultado, millones de dólares de los contribuyentes estadounidenses se han utilizado para pagar a escuelas y maestros inexistentes, y para enriquecer a los funcionarios deshonestos de la educación en Afganistán.
Un artículo publicado en Gulf Today en febrero de 2012 exploró el hecho de que en muchas escuelas afganas hay muchos maestros que no se presentan, maestros que no saben nada de sus materias y maestros que ni siquiera saben leer ni escribir. Únicamente los maestros en una provincia se destinó a los maestros de hecho; el resto se destinó a los funcionarios locales de seguridad o de educación que reciben el salario del «maestro fantasma» en su lugar.

### Corrupción política en el sistema aduanero
Un informe de diciembre de 2014 se centró en la corrupción política dentro del sistema aduanero. Aunque muchos expertos identificaron este tipo de corrupción como una de las causas principales del déficit de los objetivos de ingresos del gobierno el año anterior, se observó que hasta ahora se había hecho poco para abordar el problema. Se identificó a los agentes de aduanas como los delincuentes más flagrantes, y en el informe se señala que en la mayoría de los casos son nombrados por los ministros con el entendimiento expreso de que se deben dar sobornos financieros por el cargo.

### Contrabando de dinero
El Washington Post informó en diciembre de 2012 que Estados Unidos había proporcionado al gobierno afgano contadores de billetes a granel en los aeropuertos para ayudar a prevenir el contrabando de dinero en efectivo. En respuesta, el gobierno afgano proporcionó una forma para que los VIPs pasaran por encima de las máquinas.

### Nepotismo y mecenazgo
Observadores externos han notado que el pueblo afgano ve lo que los occidentales consideran «favoritismo» o «nepotismo» como lo correcto, ya que creen que están cuidando de su familia. «Cuida de los tuyos. Punto. Simplemente sucede que cuando se hace eso con fondos y posiciones públicas, la gente tiende a ser un poco quisquillosa al respecto. mientras admiten que ellos harían exactamente lo mismo».
La Fundación Asia describe la ruta central de la creciente corrupción en Afganistán como la fuerza de la política de patrocinio en el país. Si bien el mecenazgo es una tradición afgana de siglos de antigüedad, ahora es parte integrante de la sociedad, y su vinculación con actividades delictivas es una preocupación cada vez mayor. Debido al clientelismo, la gente sin conexiones tiene grandes dificultades para levantarse dentro del gobierno afgano. Mientras que los funcionarios corruptos gozan de impunidad, a los funcionarios honestos se les niega a menudo el acceso a puestos de poder.

### Corrupción judicial
Según encuestas de Transparencia Internacional y de la ONU, los afganos consideran al poder judicial como el segmento más corrupto de su sociedad.
Se dice que la corrupción judicial es un problema endémico en el país que afecta a todos los niveles del sistema legal. «Desde conceder acceso judicial y seleccionar la deposición de casos hasta extorsionar a los acusados para que tomen decisiones favorables, los jueces corruptos pueden llenarse los bolsillos con cientos de miles de dólares en sobornos». Los jueces están sujetos a la influencia de los señores de la guerra, terroristas y otros; la mayoría de los jueces son nombrados como resultado de «acuerdos por debajo de la mesa», y en gran medida no están calificados por todos los estándares legales. Las entrevistas realizadas en 2013 con personas que habían perdido demandas indicaron que la parte ganadora había sobornado al tribunal. Se cree que los jueces y fiscales aceptan sobornos para impedir que un caso vaya a juicio, haciendo que las pruebas y los testigos desaparezcan de las pruebas del tribunal. No hay supervisión de los tribunales por parte de otras ramas del gobierno y no hay transparencia en las decisiones de la Corte Suprema.

### Caso Zahoruddin
En diciembre de 2012, un juez de alto rango llamado Zahoruddin fue condenado por intentar extorsionar sobornos a Dewa, periodista independiente de 22 años, que había solicitado el divorcio. Después de que ella se negó al soborno, él se ofreció a casarse con ella a cambio de concederle el divorcio. Dewa grabó en secreto toda la conversación y envió la cinta al Tribunal Supremo. Después de que se presentara un caso contra Zahoruddin, ella recibió una amenaza de muerte de su parte. Su condena fue descrita por Radio Free Europe/Radio Liberty como una rara victoria en la lucha contra la corrupción en Afganistán.

### Caso Ishaqza
En 2014, un importante traficante de opio, Haji Lal Jan Ishaqzai, fue arrestado en Afganistán por la Policía de Lucha contra las Drogas, pero pronto fue liberado a cambio de sobornos. Pasó casi una semana hasta que las autoridades antinarcóticos afganas en Kabul fueron informadas de que Ishaqzai había sido liberado, reportó el New York Times. Huyó a Pakistán donde estaba fuera del alcance de las fuerzas de seguridad afganas o estadounidenses. Varios funcionarios judiciales fueron detenidos, y algunas fuentes dijeron que el Tribunal Supremo estaba directamente involucrado en la liberación de Ishaqzai, pero no estaba claro quién era el responsable exacto de su liberación.

### Corrupción en los puestos de control de tráfico
La corrupción en el departamento de tráfico de Afganistán, según un artículo publicado en febrero de 2013 en el Washington Post, es una de las peores burocracias de la nación. El registro de vehículos requiere 27 firmas separadas. Una nueva licencia de conducir requiere «una docena de sellos de ministerios, agencias y bancos». Estos requisitos han llevado a la formación de un mercado negro que implica el soborno de funcionarios públicos con el fin de agilizar los documentos de tráfico. «Es corrupción en mordidas de 30 ó 40 dólares, lejos de los millones que supuestamente se roban aquí cada año», declaró el Post. Sin embargo, estos sobornos han distorsionado la percepción que los afganos tienen de las instituciones de su país. El Post citó a un funcionario que gana 10.000 dólares anuales por tal corrupción, quien declaró que el sistema corrupto es desventajoso para todos, incluyendo a muchos de los involucrados en el esquema. La burocracia del departamento le ha ganado la reputación de ser el más explotador del gobierno, afirmó el periódico.
Un artículo de mayo de 2014 sobre la corrupción en las paradas de tráfico, contaba la historia del Coronel John Graham, Coronel del Ejército de los Estados Unidos, subdirector del Mando Regional de la OTAN, a quien el Teniente Coronel Farhad Safi, un «idealista y joven comandante de policía a cargo de un "anillo de acero" de los puestos de control de tráfico que acordonan el centro de Kabul contra los coches bomba y los atentados suicidas», había pedido que ayudara a organizar las cámaras de seguridad para evitar sobornos en esos puestos de control.

### Transferencias ilegales de tierras
Una forma de corrupción que ha pasado a primer plano desde 2001 es la confiscación de tierras. En 2003, las viviendas de los barrios marginales del barrio de Sherpoor de Kabul fueron destruidas y sustituidas por residencias para miembros del gabinete. La tierra ha sido distribuida ilegalmente por el ejecutivo a las élites políticas con el fin de ganar su lealtad. Más del 80% de las nuevas tierras de Kabul se distribuyeron bajo los auspicios de las élites y altos funcionarios afganos. Los ex señores de la guerra han ganado dinero ilícitamente en una serie de campos y luego lo han blanqueado mediante la compra de bienes raíces.

### Infraestructura física
La corrupción es común en el sector de la infraestructura física e involucra a las redes de patrocinio de delincuentes. El negocio de la construcción implica cientos de millones de dólares en sobornos que benefician a una red masiva.

### Policía
La Policía Nacional Afgana (ANP) está considerada notoriamente corrupta. El Ministerio del Interior ha sido criticado por «no dar cuenta adecuadamente de los miles de millones de dólares asignados a los salarios de la policía a través de un fondo fiduciario administrado por la ONU». La corrupción roba a los agentes de policía hasta la mitad de sus salarios, lo que los hace más propensos a solicitar sobornos. Una encuesta de la Fundación Asia de 2012 reveló que más de la mitad de los afganos que habían tratado con un funcionario de la ANP durante el año anterior se habían visto obligados a pagar un soborno.
A partir de 2009, los policías de algunas partes de Afganistán comenzaron a cobrar a través de sus teléfonos celulares, lo que impidió que sus superiores les quitaran parte de sus salarios. Según MIT Technology Review, los sobornos habían sido tan inmensos que en su primer período de pago en el sistema telefónico, los oficiales de policía creían que habían recibido un aumento de sueldo, cuando en realidad simplemente estaban recibiendo su pago completo sin que se produjera ningún soborno o extorsión administrativa.
En agosto de 2011, Reuters informó que «un expediente cada vez más amplio de casos de violencia policial y corrupción sin resolver ha alienado a los afganos», y que esto puso en duda la viabilidad de la reconstrucción de las instituciones cívicas de la nación devastada por la guerra.
Fox News informó en octubre de 2014 que funcionarios afganos podían haber robado sistemáticamente 300 millones de dólares de un fondo fiduciario del PNUD utilizado para pagar a agentes de policía en Afganistán y que los donantes de la Unión Europea habían retenido cerca de 100 millones de dólares en contribuciones al fondo debido a preocupaciones sobre la gestión del fondo. El propio PNUD declaró que no era responsabilidad de la agencia abordar esta corrupción.
Algunos agentes de policía, según un informe de 2015, han informado a los talibanes de operaciones inminentes, presumiblemente a cambio de sobornos.

### Militar
El Ejército Nacional Afgano es considerado más profesional que la ANP, pero también experimenta una significativa mala asignación de recursos e inmensos niveles de solicitación de sobornos. En una encuesta de Transparencia Internacional de 2013, una quinta parte de los afganos dijeron que consideraban que los militares eran corruptos.
El New York Times informó en marzo de 2012 que los oficiales de defensa afganos estaban impidiendo una investigación sobre si los miembros de la Fuerza Aérea Afgana estaban traficando con opio y armas y que un oficial afgano que había matado a ocho miembros del ejército estadounidense en 2011 podía haber estado involucrado en el tráfico. Por ejemplo, a los investigadores únicamente se les dio un acceso limitado al personal militar con alguna prueba para reportar, y se les negó el acceso a áreas del aeropuerto donde se sospechaba que el contrabando aún estaba en curso.
Como resultado de la corrupción, según un informe de 2014, el Departamento de Defensa había perdido la cuenta de más de 200.000 armas asignadas a las ANSF y la ANP. Según se informa, la policía y los agentes de seguridad habían vendido esas armas, así como municiones, a los talibanes.
A principios de 2015, el comité de supervisión de los contratos del Ministerio de Defensa descubrió un plan de soborno que incluía el pago por parte del ministerio de más de 200 millones de dólares a los contratistas de combustible. Después de una investigación, se cancelaron los contratos y se despidió a altos funcionarios del ministerio.
En mayo de 2015, Newsweek informó que los insurgentes talibanes compraban armas suministradas por Estados Unidos a las fuerzas afganas. El Pentágono «perdió la pista de muchas de las 465.000 armas ligeras que Estados Unidos suministró a las fuerzas de seguridad afganas».

## El papel de Karzai
Haroun Mir del Centro de Estudios de Investigación y Políticas de Afganistán (ACRPS) y de la Red de Integridad Empresarial de Afganistán (BINA),  señaló en junio de 2015 que Hamid Karzai, presidente interino del Afganistán de 2001 a 2004 y presidente de 2004 a 2014, había sido ampliamente acusado de perpetuar e iniciar el sistema económico corrupto del país a través de un sistema de patrocinio que se asemejaba a una mafia. Como resultado, la corrupción se considera ahora una faceta arraigada y aceptada de la cultura afgana, y ya no se considera un tabú.
En un discurso pronunciado en diciembre de 2012, Karzai culpó de la corrupción en Afganistán a los países que financian a su gobierno. «La corrupción en Afganistán es una realidad, una amarga realidad», dijo Karzai. «La parte de esta corrupción que hay en nuestras oficinas es una pequeña parte: son los sobornos. La otra parte de la corrupción, la gran parte, son cientos de millones de dólares que no son nuestros. No deberíamos culparnos por eso. Esa parte es de los demás y nos la imponen». El Army Times'", al informar sobre el discurso, señaló que Karzai se había alineado con posturas populistas en contra de sus propios aliados extranjeros, echando la culpa de los problemas de la nación a extraños en lugar de a su propio gobierno.
El 10 de febrero de 2013, Frank Vogl, autor de Waging War on Corruption, llamó al gobierno de Karzai «un pozo negro de corrupción» en el que decenas de miles de millones de dólares de los contribuyentes estadounidenses habían sido saqueados.
Bloomberg informó el 30 de abril de 2013, que la CIA había canalizado decenas de millones de dólares en pagos discretos a Karzai «en maletas, mochilas y bolsas de compras». El exfuncionario de la CIA Reuel Gerecht dijo que es probable que Karzai tenga un sistema de patrocinio respaldado por un esquema de dinero en efectivo, ya que no sería sostenible sin el apoyo de los pashtunes. Vincent Cannistraro, exjefe antiterrorista de la CIA, dijo que dadas las malas relaciones de Karzai con Estados Unidos, el dinero no se está utilizando de manera eficiente.
En julio de 2013, Joel Brinkley escribió en el Baltimore Sun que el gobierno de Karzai intentaba imponer un arancel aduanero de 1.000 dólares por cada vehículo estadounidense que operara en un papel no bélico dentro y fuera del país, y que las tropas afganas habían estado bloqueando las carreteras a la espera de pago. Brinkley, así como otros expertos, han criticado los métodos de Karzai para extorsionar al personal y a los inversionistas estadounidenses mientras aceptaban su patrocinio y protección, ya que la mayor parte del equipo militar de la nación sirve para proteger a su gobierno.
En julio de 2015, Philanthropy Daily señaló que la periodista estadounidense Sarah Chayes, que en 2002 fundó una organización benéfica llamada Afghans for Civil Society en colaboración con el hermano de Karzai, Qayum, se había sentido tan perturbada por la gran cantidad de su organización benéfica que abandonó la organización benéfica en 2005, convirtiéndose después en asesora sobre corrupción afgana para el presidente del Estado Mayor Conjunto, el almirante Mike Mullen. Chayes fue especialmente crítica con la corrupción en los niveles más altos del gobierno afgano y de la familia Karzai, que era conocida por los funcionarios estadounidenses pero ignorada por ellos debido a su enfoque de finalizar las campañas militares en lugar de limpiar el círculo corrupto que gobierna el gobierno. Luego escribió un libro en 2015, Thieves of State («Ladrones de Estado»), sobre la corrupción oficial.

## Impacto de la corrupción
El SIGAR ha calificado a la corrupción como un impedimento importante para el proceso de estabilización y reconstrucción de Afganistán. «En la actualidad se reconoce ampliamente que la corrupción tiene un impacto significativo en la construcción del Estado, el desarrollo y el crecimiento del sector privado en los documentos de política», declaró la Fundación Asia en 2012. En 2013, el general John R. Allen, que en ese momento estaba a cargo de las fuerzas internacionales en Afganistán, le dijo al presidente Obama que la corrupción es la mayor amenaza estratégica y existencial para la naciente nación afgana. La corrupción generalizada ayuda a la insurgencia porque amplía la brecha entre los ciudadanos y la élite gobernante, dijo un funcionario de Integrity Watch en 2013, añadiendo que la comunidad internacional no ha «cumplido con su compromiso internacional de hacer frente a la corrupción...». Un informe de enero de 2014 de Reuters afirmaba que miles de afganos sin hogar sufrían a causa de la corrupción. «El grupo de trabajo destinado a responder a las emergencias no ha podido distribuir los suministros y, en algunas provincias, el dinero para el transporte ha desaparecido», dice el informe. «En otros lugares, los almacenes han sido vaciados sin el conocimiento de Kabul». Un funcionario de la ONU describió al Ministerio de Refugiados y Repatriación como un «agujero negro».
Un estudio del Pentágono de 2014 dijo que «la corrupción amenaza directamente la viabilidad y legitimidad del Estado afgano», porque «aliena a elementos clave de la población, desacredita al gobierno y a las fuerzas de seguridad, socava el apoyo internacional, subvierte las funciones del Estado y el Estado de derecho, roba ingresos al Estado y crea barreras al crecimiento económico». En febrero de 2015, el Estado Mayor Conjunto del Departamento de Defensa de Estados Unidos escribió: «La corrupción aleja a elementos clave de la población, desacredita al gobierno y a las fuerzas de seguridad, socava el apoyo internacional, subvierte las funciones estatales y el estado de derecho, roba el estado de ingresos y crea barreras al crecimiento económico». La corrupción afecta a la economía afgana, la seguridad nacional, la ineficacia de la policía y la fe pública en las instituciones gubernamentales.
En un artículo publicado en marzo de 2015, Mary Beth Goodman y Trevor Sutton describieron la corrupción como la segunda amenaza más importante para la «seguridad y el desarrollo económico a largo plazo» de Afganistán, siendo la más importante «la insurgencia talibán en el sur y el este del país». Estas dos amenazas, explicaron, están conectadas, ya que la corrupción del gobierno ha causado «una profunda frustración con el régimen respaldado por Occidente en Kabul y ha socavado la integridad de la administración afgana». Además, la corrupción ha debilitado gravemente a los militares y la policía de la nación e interrumpido el suministro de servicios gubernamentales, la ayuda extranjera y la inversión a quienes la necesitan, alimentando así la insurgencia.
«A lo largo de los últimos 13 años», escribió Haroun Mir el 24 de junio de 2015, «los altos niveles de corrupción y mal gobierno han frustrado seriamente los esfuerzos de la comunidad internacional para estabilizar Afganistán. Millones de dólares que fueron asignados para la reconstrucción y el desarrollo de Afganistán fueron mal utilizados o malgastados». Mir citó en particular «la desaparición de 1.000 millones de dólares en el escándalo del Banco de Kabul de 2010, en el que una cohorte de hombres de negocios y políticos sin escrúpulos llevaron a cabo un esquema Ponzi en el mayor banco privado afgano».

### Organizaciones afganas anticorrupción
El gobierno afgano formó la Oficina Superior de Supervisión y Lucha contra la Corrupción (HOOAC). Una fuente señala, sin embargo, que «en realidad, los afganos que actualmente dirigen el país no quieren que se interrumpa el flujo de dinero que fluye desde los países donantes a sus cuentas bancarias en Suiza o Dubai. Así que este 'alto cargo' realmente no está haciendo mucho para arreglar la situación de corrupción en Kabul». Aunque la HOOAC tiene supuestamente tres funciones básicas, a saber, «prevención, investigación y aplicación de la ley», no tiene autoridad legal para realizar investigaciones. Los distintos departamentos gubernamentales deben remitir los casos de corrupción a la Fiscalía General de la Nación para que los investigue, en cuyo caso la HOOAC debe llevar a cabo una labor de seguimiento. Un desafío a su trabajo es que «únicamente el 9% de los hogares afganos poseen una computadora y únicamente un tercio de los ciudadanos entienden los procedimientos administrativos básicos del gobierno, lo que hace que denunciar sobornos sea excepcionalmente difícil». El HOOAC «carece de la infraestructura necesaria para procesar adecuadamente los niveles actuales de quejas». Un estudio reveló que «adolecía de una gran escasez de personal, carecía de empleados experimentados, sufría de una capacidad operativa inadecuada y no cumplía con las normas internacionales de independencia del resto del gobierno como institución de supervisión». Debido a la corrupción del propio poder judicial, muchos casos de corrupción no se juzgan adecuadamente.
Otras iniciativas locales son Management Systems International (MSI) e Integrity Watch Afghanistan (IWA), una organización de la sociedad civil. El expresidente Karzafico de drogas. «Casi nadie es más corrupto que el presidente Karzai», afirma una fuente. "Aunque pronunciará apasionados discursos sobre la necei nombró a un amigo de la infancia, Izzatullah Wassififif, como jefe de la agencia anticorrupción afgana. En 2007 se reveló que había pasado años en una prisión de Estados Unidos por tráfico de drogas. «Casi nadie es más corrupto que el presidente Karzai», afirma una fuente. «Aunque pronunciara apasionados discursos sobre la necesidad de eliminar la corrupción, sigue siendo el funcionario más corrupto de Afganistán. Además, condena los esfuerzos de Estados Unidos para reducir la corrupción como un intento de inmiscuirse en los asuntos soberanos de Afganistán. En las raras ocasiones en que un funcionario afgano intente luchar contra la corrupción, rápidamente es despedido».

## Esfuerzos anticorrupción
Ha habido muchas iniciativas anticorrupción en Afganistán, pero el nivel de éxito ha sido desigual y poco destacable. Se han realizado esfuerzos, por ejemplo, para mejorar la transparencia presupuestaria. Anteriormente, el Ministerio de Finanzas elaboraba el presupuesto por su cuenta; ya no es así, pero es necesaria una mayor participación local.
En 2008, Afganistán ratificó la Convención de las Naciones Unidas contra la Corrupción, y Karzai estableció la Oficina Superior de Supervisión y Lucha contra la Corrupción, o HOO. Según un informe de la ONU, Afganistán «realizó algunos progresos tangibles en la reducción del nivel de corrupción en el sector público» entre 2009 y 2012. En 2009, el 59% tuvo que pagar al menos un soborno a un funcionario público; en 2012, esa cifra se redujo al 50%. Los sobornos a los agentes de policía disminuyeron del 52% al 42% durante el mismo período. Al mismo tiempo, sin embargo, la frecuencia del soborno aumentó de 4,7 a 5,6 sobornos por sobornante y el soborno promedio aumentó de 158 a 214 dólares USA.
Los informes de agosto de 2011 señalan que las fuerzas armadas de Estados Unidos, después de pasar un año investigando los contratos de transporte por carretera, «se han movilizado para frenar el flujo de dinero de los contratos a los insurgentes afganos, concediendo al menos a 20 empresas nuevos contratos por valor de alrededor de 1.000 millones de dólares para el transporte de suministros militares y suspendiendo a siete contratistas actuales que consideraban que carecían de 'integridad y ética empresarial'». Un alto oficial militar dijo: «Creo que por fin tenemos los brazos alrededor de esto». El representante John F. Tierney del subcomité de Supervisión y Reforma Gubernamental de la Cámara de Representantes expresó su preocupación por la falta de transparencia y responsabilidad en los contratos, lo que garantiza que los dólares estadounidenses no sean sifonados a funcionarios corruptos, insurgentes, talibanes, narcotraficantes o cualquier otra persona considerada el enemigo. Este progreso fue supuestamente el trabajo de la Fuerza de Tarea Conjunta Interagencial Conjunta Shafafiyat, creada por el General de Brigada David Petraeus y encabezada por el General de Brigada H.R. McMaster.
Un informe del SIGAR de 2013 acusaba a la Fiscalía General de Afganistán de carecer de «la voluntad política para procesar a funcionarios corruptos de alto nivel» y decía que en el país prevalece una «atmósfera de paranoia». El informe citaba la lentitud de los fiscales a la hora de abordar el escándalo del Banco de Kabul.

### Despido de Faqiryar
En un artículo del New York Times del 2010, en el que se referió a Afganistán como «Corrupción-país», el periodista Dexter Filkins citó el caso de Fazel Ahmad Faqiryar, que había sido despedido como fiscal general adjunto por intentar procesar a miembros de alto rango del gabinete de Karzai. Faqiryar criticó el sistema jurídico afgano al afirmar que las leyes del país están destinadas únicamente a las clases bajas. Filkins describió la expulsión de Faqiryar como un ejemplo de la anarquía y la falta de un estado de derecho que impregna el gobierno de Karzai y el resto de los gobiernos regionales de Afganistán. Filkins citó las críticas afganas a Estados Unidos por trabajar con funcionarios afganos que se sabe que son corruptos, y dijo que los comandantes estadounidenses temen «que derribar a los políticos afganos más grandes pueda abrir un vacío de autoridad del que los talibanes puedan aprovecharse». El periodista también señaló que el despido de Faqiryar lo había convertido en un icono nacional respetado.
.

### Caso Yaffali
En diciembre de 2011, Karzai exigió que la coalición de ocupación proporcionara pruebas contra el excirujano general del ejército afgano, el general Ahmad Zia Yaftali, a quien quería procesar. De hecho, un año antes la OTAN había proporcionado pruebas de que Yaftali había robado medicamentos del hospital militar más grande de Afganistán, en el que él estaba a cargo, por un total de millones de dólares. Se observó que los soldados afganos morían regularmente a causa de infecciones menores en el hospital debido a la falta de medicamentos y a su incapacidad para pagar sobornos al personal médico del hospital. El general de brigada McMaster, que dirigió la investigación de Estados Unidos, estaba indignado por la decisión de Karzai, ya que la investigación de Yaftali había sido una parte importante del esfuerzo anticorrupción. «Ahora parecía que un oficial acusado de dejar morir a sus propios soldados para enriquecerse nunca sería juzgado».«Intractable Afghan Graft Hampering U.S. Strategy». New York Times. 7 de marzo de 2012.</ref>

### La lucha contra la corrupción de Ghani
Tanto el presidente Ashraf Ghani como el Jefe del Ejecutivo Abdullah Abdullah, que asumió el cargo en 2014, «hicieron de la lucha contra la corrupción un componente clave de sus campañas presidenciales»[5].
En diciembre de 2014, el presidente afgano Ashraf Ghani despidió a los jefes de la oficina del fiscal, los departamentos de petróleo, poder y aduanas y al director de educación de la provincia de Herat. Ghani dijo que todos los funcionarios, excepto el fiscal en jefe, serían acusados de corrupción. Estos fueron los primeros cambios importantes que Ghani hizo en una administración local desde que asumió el poder.
Cuando en enero de 2015 se reveló un plan de contratistas locales para sobrecargar al gobierno afgano y a los contribuyentes estadounidenses, el presidente Ghani despidió a los contratistas sin dudarlo, anuló el contrato y puso en marcha una investigación. Esto fue descrito como «un giro total de 180 grados desde la forma en que estaba bajo Karzai».
En diciembre de 2014, Transparencia Internacional ofreció seis recomendaciones para combatir la corrupción afgana. Ellos incluyeron: promover un liderazgo limpio en las instituciones clave; hacer que el poder judicial fuera independiente; establecer un régimen de mejores prácticas para el derecho a la información; establecer una agencia anticorrupción independiente; hacer obligatoria la declaración de activos para todos los que detentan el poder; y transparencia en las adquisiciones.
«Hasta ahora», escribió Haroun Mir en el2015, «el gobierno afgano y la comunidad de donantes se han esforzado por frenar la corrupción en el sector público. Sin embargo, mientras que los políticos y los funcionarios del sector público a menudo se benefician de la corrupción, el principal perpetrador es el sector privado que los soborna». En Afganistán, «la corrupción al más alto nivel tiene lugar debido a la colusión entre los nombramientos políticos y los contratistas del sector empresarial».

### Esfuerzos anticorrupción de Estados Unidos
El General Petreaus creó el Grupo de Trabajo Shafafiyat (o Grupo de Trabajo de Transparencia), más oficialmente conocido como Grupo de Trabajo Conjunto Conjunto Interagencial - Shafafiyat, para combatir la corrupción. El Grupo de Coordinación Anticorrupción fue creado por la Embajada de los Estados Unidos para desarrollar estrategias para reducir la corrupción.
En 2010, Petreaus fundó el Task Force 2010 «para tratar de seguir el rastro del dinero en un esfuerzo por asegurar que el dinero se gaste adecuadamente». Luego se trasladó de Afganistán a una base aérea de Catar.
El Investigador Especial General para la Reconstrucción de Afganistán (SIGAR) «debe realizar auditorías de los proyectos de reconstrucción e intentar recuperar los fondos de los contribuyentes estadounidenses». Originalmente ineficaz, debido a la «mala gestión de los registros y a las bases de datos mal mantenidas», desde entonces ha mejorado en eficiencia, convirtiéndose en «un verdadero'perro guardián'» que proporciona excelentes informes.
El Grupo de Trabajo Internacional contra la Corrupción en los Contratos (ICCTF) es una organización interagencial formada en 2006 con la ayuda del FBI para ayudar a combatir el «inmenso» nivel de delincuencia entre los funcionarios estadounidenses contratados. Entre sus miembros se encuentran el FBI,DCIS,SIGAR, MPFU, NCIS, y las oficinas del IG en el Estado y USAID.
La Célula de Financiación de Amenazas de Afganistán (ATFC), fundada en 2009, lucha contra las redes financieras ilícitas y proporciona a otros organismos de los Estados Unidos conocimientos financieros e inteligencia.
Un informe de julio de 2012 sobre NPR declaró que mientras «los funcionarios estadounidenses consideran la corrupción generalizada como una de las principales barreras para un Afganistán estable», Seth Jones, exasesor del comando estadounidense en Afganistán, declaró que «cuando se trataba de esfuerzos específicos, concretos y sostenidos para combatir y reducir la corrupción dentro del gobierno afgano», los funcionarios estadounidenses no tenían la resolución necesaria.
En marzo de 2015, Mary Beth Goodman y Trevor Sutton pidieron a Estados Unidos que ayude a Afganistán a aumentar la rendición de cuentas y la transparencia y a reducir la corrupción y el soborno. Si bien la eliminación de la corrupción en Afganistán no es una tarea sencilla, Goodman y Sutton afirmaron en marzo de 2015 que «podría reducirse significativamente, e incluso mejoras modestas en la rendición pública de cuentas aumentarán sustancialmente la legitimidad del nuevo gobierno».

### Informes de SIGAR
John Sopko, el inspector general especial para la reconstrucción de Afganistán, dijo en 2013 que los burócratas del gobierno de Estados Unidos le habían ordenado que dejara de publicar auditorías condenatorias que señalaban una miríada de casos de corrupción en Afganistán, prefiriendo en su lugar mantenerlos a salvo del público.
El Washington Times informó en septiembre de 2013 que un programa de salud pública del gobierno de Estados Unidos en Afganistán podría haber malgastado 190 millones de dólares debido a un «alto riesgo de despilfarro, fraude y abuso», y que la USAID seguía proporcionando «millones de dólares de los contribuyentes de Estados Unidos en asistencia directa con pocas garantías» de que esos fondos se estaban gastando correctamente. El Times citó un informe de SIGAR que afirma que «USAID ha ignorado las repetidas advertencias sobre los residuos» en el Ministerio de Salud Pública afgano.
En mayo de 2014, John Sopko, dijo en una reunión en el Instituto de Oriente Medio que la corrupción era el «gran problema» en Afganistán era que Estados Unidos no estaba haciendo lo suficiente para combatirla. Dijo que los comandantes sobre el terreno le habían dicho que «la corrupción es más grave en Afganistán que la insurgencia» y explicó que «el sistema de clientelismo y el hecho de que no se enjuicie a las personas culpables de fraude y abuso graves está socavando la economía afgana y poniendo en peligro los futuros esfuerzos de desarrollo».
Un informe de octubre de 2014 del SIGAR señalaba que el Ejército de los Estados Unidos estaba ignorando «los múltiples llamamientos para que dejara de hacer negocios con afganos que son conocidos por apoyar la insurgencia del país». El SIGAR señaló que los proyectos de reconstrucción de Estados Unidos habían «ayudado a los afganos a cultivar grandes cantidades de plantas de opio y amapola». El jefe de SIGAR, John F. Sopko, dijo que estaba «preocupado por el hecho de que nuestro gobierno puede y utiliza información clasificada para arrestar, detener e incluso matar a personas vinculadas a la insurgencia en Afganistán, pero aparentemente se niega a utilizar la misma información clasificada para negar a esas mismas personas su derecho a obtener contratos con el gobierno de Estados Unidos». El informe señala que «los contratistas del gobierno de Estados Unidos vinculados a la insurgencia incluso han tenido acceso a las instalaciones y bases de la coalición, a pesar de que el SIGAR les ha dado a conocer estas vulnerabilidades». Por ejemplo, en 2013 «a un contratista claramente identificado como proveedor de explosivos para la insurgencia afgana se le permitió el acceso a una instalación controlada por la Coalición».

## Casos específicos

### Banco de Kabul
El Banco de Kabul, creado en 2004 por Khalilullah Ferozi y Sherkhan Farnood, fue el primer banco privado de Afganistán. Desde el principio, fue criticado por parecerse a un esquema Ponzi. En un editorial, The Guardian acusaba a Ferozi de causar el mayor daño a Afganistán, además de a los talibanes.
Ferozi y Farnood se ganaron el favor de la familia del presidente Karzai, tras lo cual el gobierno afgano puso al Banco de Kabul a cargo de las cuentas de nómina de todos los funcionarios, soldados y policías de la nación. Uno de los hermanos de Karzai, Mahmoud Karzai, se convirtió en el tercer accionista más importante del banco. El banco invirtió $4 millones en la campaña de reelección de Karzai en 2009, y a cambio obtuvo 430.000 cuentas gubernamentales.
Según The Guardian, Ferozi y Farnood drenaron «los ahorros de miles de depositantes por un total de 579 millones de dólares (359 millones de libras esterlinas) en un atracón de préstamos internos por parte de los accionistas políticamente poderosos del banco. Debido a que nunca hubo ninguna obligación de pagar intereses sobre estos "préstamos", la suma total no contabilizada es de 910 millones de dólares. En un país donde el PIB es de únicamente 12.000 millones de dólares, es una cifra extraordinaria». El escándalo destruyó la confianza en el sistema bancario público y agotó muchos pagos de ayuda extranjera.
La cantidad gastada por el gobierno para rescatar al banco ascendió a entre el 5% y el 6% del PIB total de Afganistán. En noviembre de 2015, se informó que Ferozi, que se suponía que estaba cumpliendo una condena en la cárcel Pul-i-Charkhi, por su papel en el fraude al Banco de Kabul de casi 1.000 millones de dólares, había firmado un nuevo contrato con el gobierno afgano para un desarrollo inmobiliario masivo en Kabul llamado Smart City. Ahora cumplía su condena por la noche, lo que refleja una aparente falta de voluntad por parte del gobierno afgano para abordar el problema de la corrupción al más alto nivel. Los donantes internacionales y el Fondo Monetario Internacional habían hecho del enjuiciamiento de Ferozi una condición obligatoria para la ayuda adicional a Afganistán.
Un funcionario occidental declaró que el acuerdo carcelario con Ferozi y la nueva relación comercial del gobierno con él enviaron un mensaje de que la malversación de fondos a una escala suficientemente grande no dará lugar a ningún encarcelamiento. Yama Torabi, miembro del comité anticorrupción de Afganistán, dijo que estos acontecimientos perpetuaron una cultura de cleptocracia y señaló que cualquier funcionario puede saquear el presupuesto afgano, mientras que cualquier persona puede invertir sin hacer preguntas.

### Caso Raheen
Un informe de 2013 del Daily Beast afirmaba que Mahkdoom Raheen, exprofesor de apoyo a la democracia que fue nombrado ministro de Información y Cultura bajo el mando de Karzai, un amigo cercano, había cometido actos de corrupción masiva. Después de que la filántropa india Madanjeet Singh donara un millón de dólares para rehabilitar el Centro del Patrimonio Cultural de Kabul y formar a conservadores de arte, Raheen malversó casi toda la donación de Singh, depositándola en una cuenta personal que no se descubrió hasta después de la dimisión del ministerio de Raheen en 2006, tras las acusaciones de «corrupción, nepotismo, mala gestión y promoción de los intereses culturales iraníes en Afganistán». A pesar de las acusaciones, Karzai nombró a Raheen embajador en la India. Los observadores criticaron el consuelo que los líderes tienen por la cultura de la corrupción dentro del gobierno. Después de la reelección de Karzai en 2009, Raheen fue nombrado nuevamente ministro de Información y Cultura. Una exfuncionaria de alto rango del Ministerio de Cultura, Zia Bumia, cuestionó la gran corrupción que existe entre los ministros y los señores de la guerra y de la droga cuando un académico está malversando fondos. En 2013, fue acusado de participar en la apropiación ilegal de al menos 59 artefactos culturales e históricos, pero le dijo al Daily Beast que había sido absuelto de la acusación. También fue acusado de ayudar a Ahmad Shah Sultani, un reputado traficante de arte, a encontrar un museo de Kabul que se sospecha que es una tapadera de artefactos culturales adquiridos ilegalmente para el tráfico en el mercado negro, en beneficio de Sultani y Raheen.

### Caso Zakhilwal
En agosto de 2012 se informó de que el ministro de Finanzas Hazarat Omar Zakhilwal, que había sido alabado por su integridad, había malversado más de un millón de dólares y los había depositado en cuentas bancarias canadienses. El Dr. Azizullah Ludin, jefe de la Oficina Superior de Supervisión y Lucha contra la Corrupción de Afganistán, dijo que investigaría.
En mayo de 2013, el Daily Beast informó sobre una sesión del Parlamento afgano en la que Zakhilwal, a quien se acusaba de corrupción, acusó de corrupción a varios policías militares. Haji Zaher Qadeer fue acusado de contrabando de harina por valor de 269 millones de dólares del Pakistán; Haji Hamid Lalai había buscado la tramitación oficial de casi 2.000 vehículos ilegales; otros policías militares fueron acusados de contrabando de petroleros y alcohol, de presionar a Zakhilwal para que contratara a sus familiares como funcionarios de aduanas y de ejercer una influencia indebida en los contratos de suministro. Al final, Zakhilwal mantuvo su posición. El artículo señala que la ayuda internacional y las organizaciones militares fomentan la corrupción al otorgar contratos a empresas que pertenecen ilegalmente a los diputados.

### Dimisión de Kos
En octubre de 2015, Drago Kos, el principal organismo internacional de control de la corrupción en Afganistán, renunció, quejándose de que los esfuerzos de corrupción del gobierno no eran serios. «Con la excepción de algunas actividades esporádicas, en un año desde que el nuevo presidente y el director ejecutivo tomaron posiciones, no pude ver ninguna acción sistémica contra la corrupción endémica en el país», dijo Kos, miembro del Comité Conjunto Independiente de Monitoreo y Evaluación Anticorrupción. Kos declaró que nunca hubo apoyo político en ningún momento de sus esfuerzos y citó la falta de voluntad para combatir la corrupción.

### Kam Air
El 30 de enero de 2013, el New York Times informó que un movimiento del ejército estadounidense para poner en la lista negra a una aerolínea afgana, Kam Air, debido a acusaciones de contrabando de drogas, había causado presión diplomática con un portavoz de Karzai, Aimal Faizi, exigiendo pruebas de culpabilidad.